# Zuidelijk zandgebied
Het zuidelijk zandgebied beslaat het grootste deel van Noord-Brabant, Noord- en Midden-Limburg. Het is een relatief hoger gelegen gebied met weinig reliëf, met dekzand en oude rivierzanden aan het oppervlak. Op een aantal plaatsen bevinden zich licht glooiende stuifzandgebieden. In uitgestoven laagten zijn vennen ontstaan. Op slecht gedraineerde natte plekken in het landschap zijn hoogveenmoerassen gevormd.
Grotere reliëfverschillen worden aangetroffen bij de rivierterrassen in het Maasdal en bij de Brabantse Wal bij Bergen op Zoom, waar de Schelde zich diep in het hoger gelegen dekzand heeft ingesneden. 
Het zuidelijk zandgebied wordt doorsneden door kleine rivieren en beken, zoals de Dommel, de Aa, de Mark en de Dintel. 
In de landbouwstatistiek werd het Zuidelijk Zandgebied sinds 1957 als een afzonderlijke hoofdgroep gezien, die sinds 1991 deel uitmaakt van het Zuidelijk Veehouderijgebied. 

## Ontstaan
In het vroege Pleistoceen hebben de Rijn en de Maas fluviatiel sediment afgezet. In het Saalien en Weichselien was het gebied niet door landijs bedekt. Er was nauwelijks vegetatie aanwezig en onder periglaciale omstandigheden is door de wind een laag dekzand afgezet. Dit dekzand behoort tot de Formatie van Boxtel. 
In het Eemien hebben zich veenlagen gevormd. Deze liggen tussen het dekzand van het Weichselien en het Saalien in. Deze veenlagen zijn mogelijk ontstaan door rivieroverstromingen of het stijgen van de grondwater.

## Hydrologie
De Maas en de Rijn zorgen voor afwatering. Het dekzand zorgt voor een slechte infiltratie van hemelwater. De beken die in het gebied aanwezig zijn, zijn over het algemeen ondiep.

## Indeling
Het zuidelijke zandgebied bestaat uit drie deelgebieden of hoofdlandschappen:
- - Kempisch zandgebied (westelijk Noord-Brabant: Baronie, zuidelijke Kempen en omgeving Bergen op Zoom)
  - Roerdalslenk (oostelijk Noord-Brabant: Meierij, Langstraat, noordelijke Kempen, omgeving Weert en Thorn)
  - Peelhorst (delen van Noord-Brabant en Limburg: omgeving Cuijk en Kessel)

## Externe link

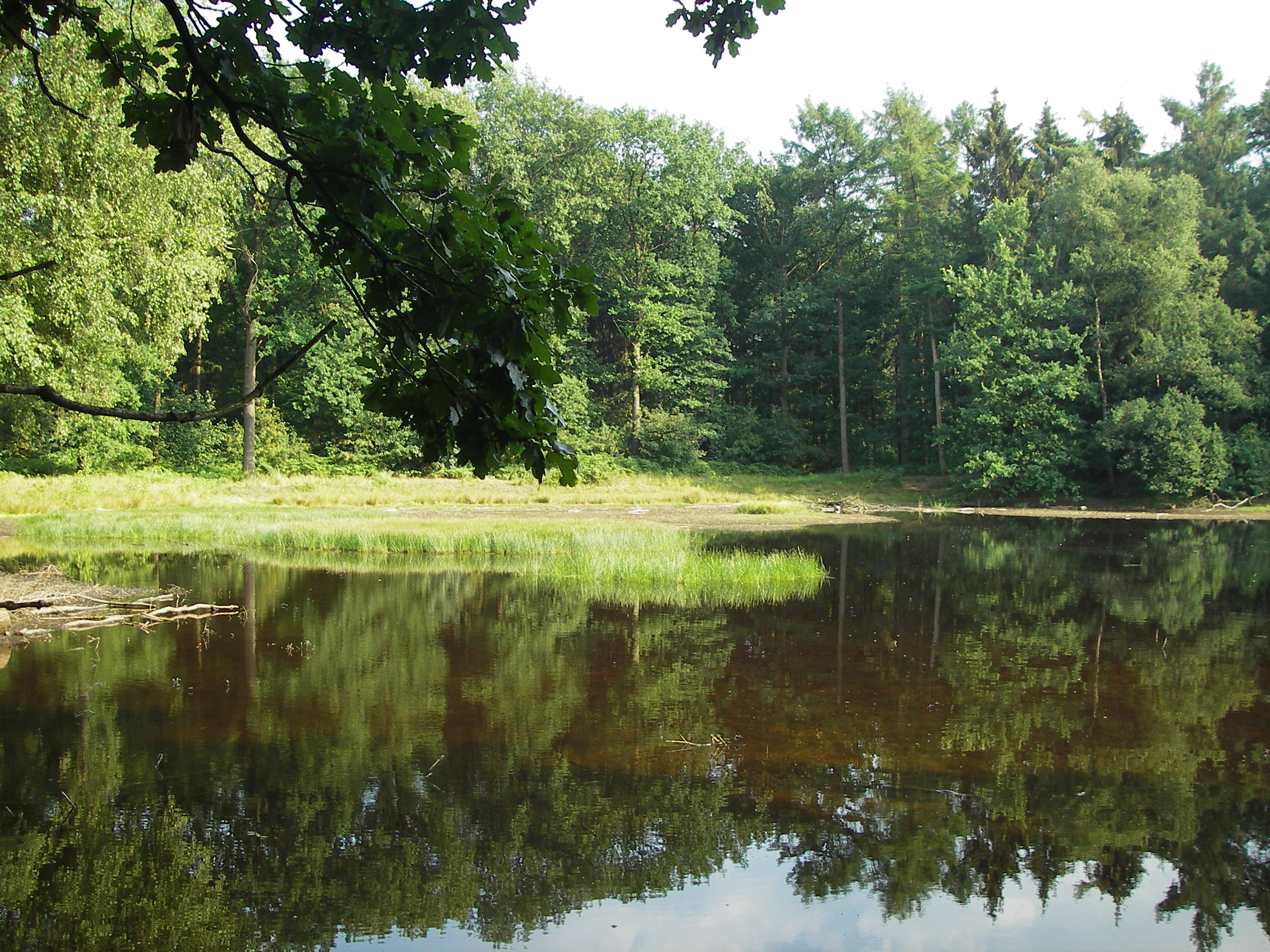
Ven in de Stiphoutse bossen
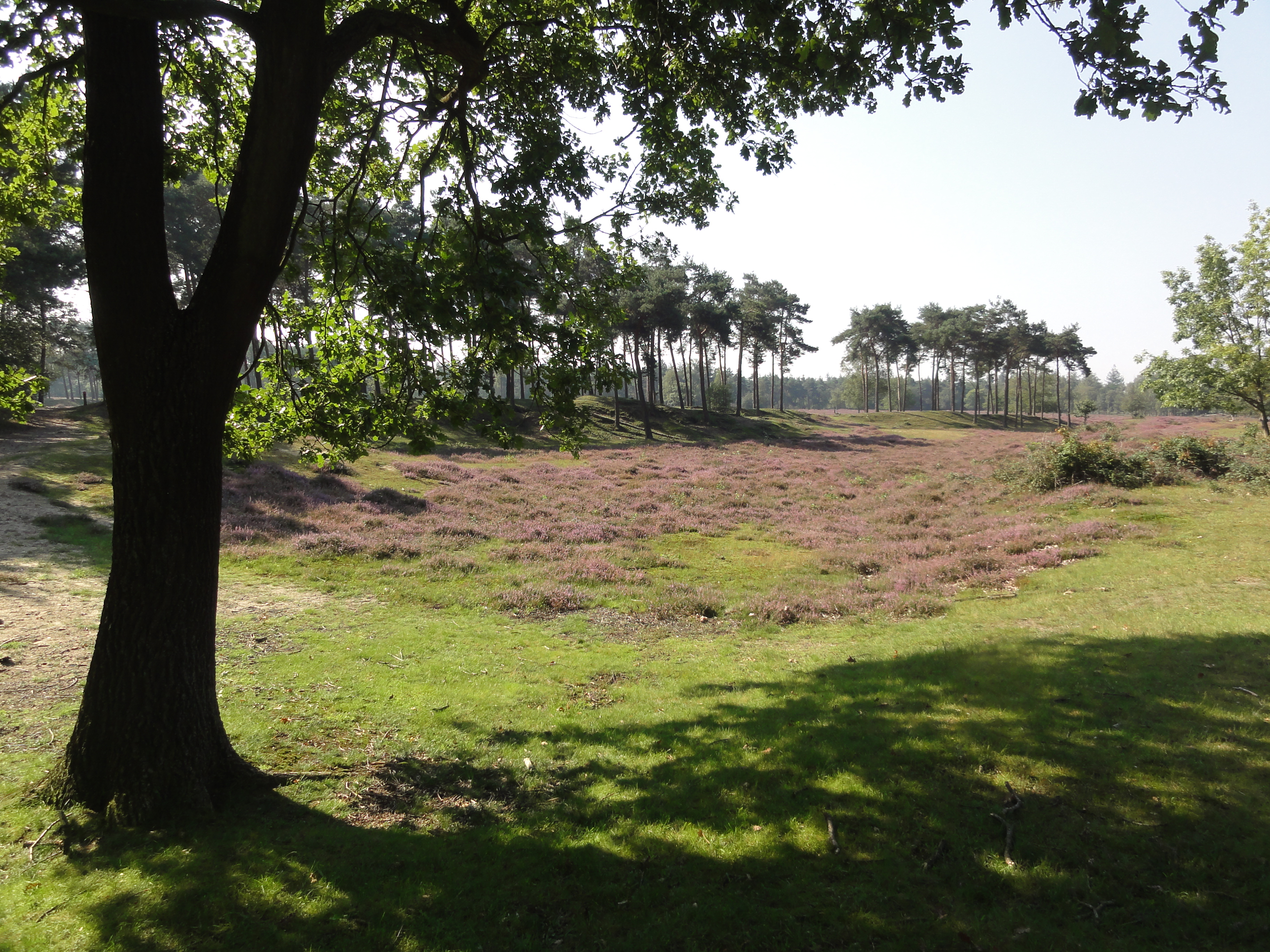
Heide bij Berghem
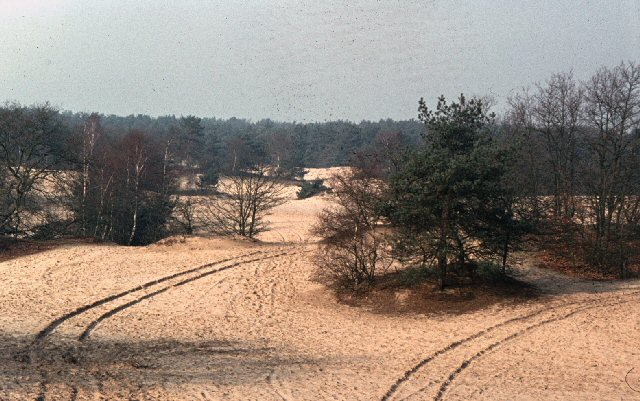
Loonse en Drunense Duinen
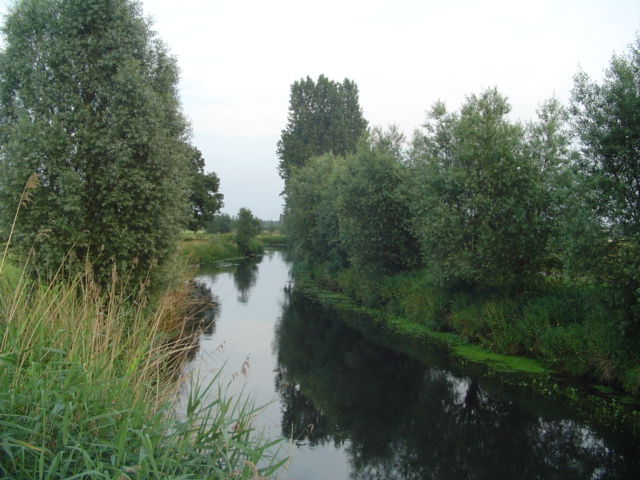
Dal van de Dommel bij Sint-Oedenrode
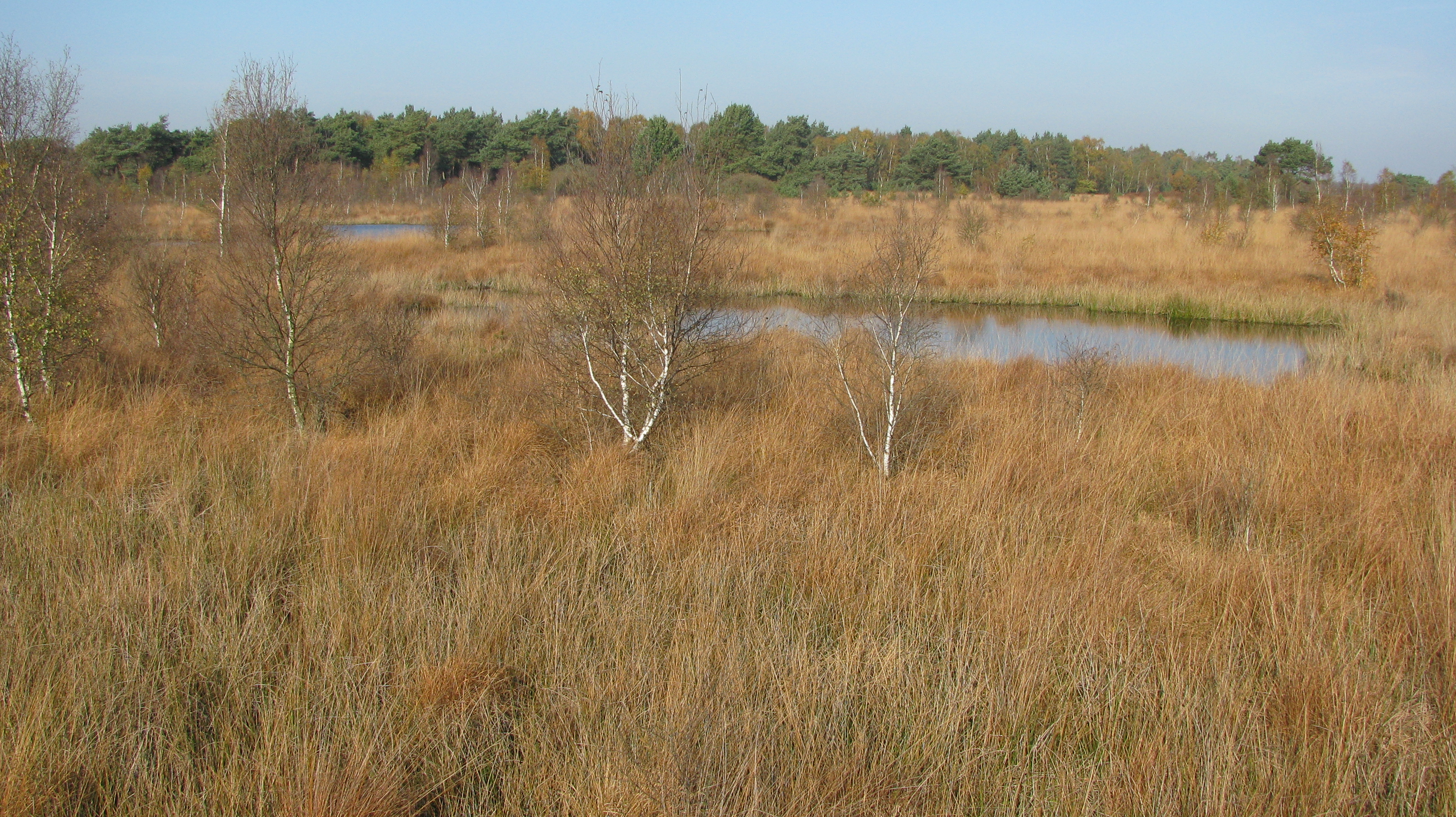
De Groote Peel
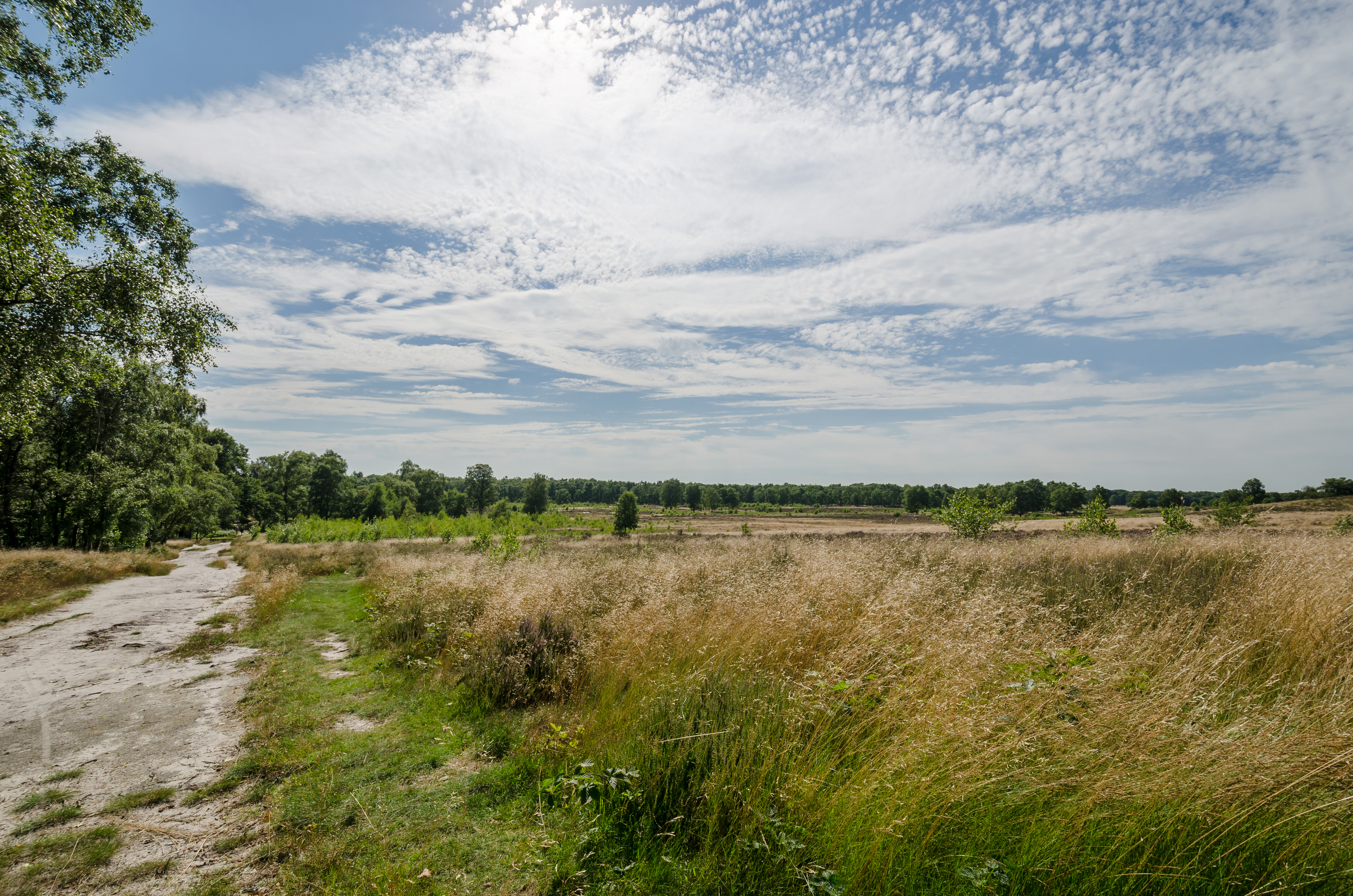
stuifduinen in De Hamert (Midden-Limburg)